# Mark Sandrich
Mark Sandrich; właściwie Mark Rex Goldstein (ur. 26 października 1900 w Nowym Jorku, zm. 4 marca 1945 w Los Angeles) – amerykański reżyser, scenarzysta i producent filmowy pochodzenia żydowskiego. Zasłynął jako twórca 5 legendarnych musicali z udziałem Ginger Rogers i Freda Astaire'a: Wesoła rozwódka (1934), Panowie w cylindrach (1935), Błękitna parada (1936), Zatańczymy? (1937), Zakochana pani (1938). Innym jego głośnym filmem z udziałem Astaire'a była Gospoda świąteczna z 1942.
Reżyser zmagał się z chorobą serca. Zmarł na zawał w wieku 44 lat podczas przygotowań do realizacji kolejnego filmu z udziałem Astaire'a i Binga Crosby'ego.

## Wybrana filmografia
- Wesoła rozwódka (1934)
- Panowie w cylindrach (1935)
- Błękitna parada (1936)
- Buntowniczka (1936)
- Zatańczymy? (1937)
- Zakochana pani (1938)
- Gospoda świąteczna (1942); także produkcja
- Bohaterki Pacyfiku (1943); także produkcja